# ويست بابيلون (نيويورك)
ويست بابيلون (بالإنجليزية: West Babylon)‏ هي قرية غير مضمنة في ولاية نيويورك الأمريكية. يبلغ عدد سكانها حسب تعداد سنة 2000: 43,452 نسمة. ويبلغ عددهم حسب تقدير 2007 حوالي:44,000 نسمة.

## الجغرافيا
إحداثيات موقع ويست بابيلون (40.713399, -73.357106).
يحد ويست بابيلون من الغرب ليندينهورست، نيويورك و نورث ليندينهورست، نيويورك ومن الشمال الغربي إيست فارمينغديل، نيويورك، ومن الشمال وايانداتش، نيويورك ومن الشمال الشرقي فارمينغديل ومن الشمال وايانداتش، نيويورك ومن الشمال الشرقي دير بارك، نيويورك ومن الشرق نورث بابيلون، نيويورك وقرية بابيلون ومن الجنوب الخليج الجنوبي الكبير.
حسب مكتب تعداد الولايات المتحدة، تبلغ مساحة حوالي 8.0 ميل مربع (21 كـم2) منها 7.7 ميل مربع (20 كـم2) يابسة و0.3 ميل مربع (0.78 كـم2) مسطحات مائية بنسبة 3.87%
تعرف شبه الجزيرة الواقعة إلى الجنوب الغربي بالشواطئ الفينيسية. يخدم المنطقة مكتب بريد ليندينهورست ومدرسة المقاطعة، وغالباً ما اعتبرت هذه المنطقة جزءاً من ليندينهورست، نيويورك

## أعلام
- جوفان بيلشر
- أليسا موراي
- كيفن روسو